# Occupation de la bande de Gaza par l'Égypte
 (juin 2015).
Le contenu est difficilement compréhensible vu les erreurs de traduction, qui sont peut-être dues à l'utilisation d'un logiciel de traduction automatique.
1959–1967
Entités précédentes :
- Gouvernement de toute la Palestine

Entités suivantes :
- Gouvernement militaire israélien

L'occupation de la bande de Gaza par l'Égypte a eu lieu entre 1948 et 1959 (en tant que gouvernement de toute la Palestine) et de 1959 à 1967 sous cette entité. De septembre 1948 jusqu'à sa dissolution par le président Gamal Abdel Nasser en 1959, la bande de Gaza a été officiellement administrée par le Gouvernement de toute la Palestine. Bien que largement symbolique, le gouvernement a été reconnu par la plupart des membres de la Ligue arabe. Après sa dissolution, l'Égypte n'a pas annexée la bande de Gaza, mais l'a laissé sous loi martiale.

## Contexte

### Fin du mandat britannique
Après la Première Guerre mondiale, la Société des Nations accorde au Royaume-Uni une autorité sur certains anciens territoires ottomans, y compris la Palestine, qui a été sous mandat britannique de 1924 jusqu'en 1948.
Après la Seconde Guerre mondiale, la Palestine mandataire est dissoute. Après l'occupation de la Cisjordanie par la Transjordanie lors de la guerre israélo-arabe de 1948-1949, le royaume hachémite de Jordanie est créé le 1er décembre 1948, mais reste sous l'influence britannique. L'Égypte signe le Traité anglo-égyptien de 1936, qui comprenait des dispositions selon lesquelles le Royaume-Uni pourrait maintenir une garnison de troupes sur le canal de Suez. Dès 1945, l'Égypte tente de renégocier les termes de ce traité considéré comme un vestige du colonialisme humiliant.
Le 29 novembre 1947, l'Assemblée générale des Nations unies approuve un plan visant à résoudre le conflit israélo-arabe par le plan de partage de la Palestine. Un État juif et un État arabe furent proposés à la création.
Le 14 mai 1948, David Ben Gourion déclare l'indépendance de l'État d'Israël et le jour suivant, les armées d'Égypte, de la Jordanie et la Syrie déclarent la guerre et envahissent la Palestine, aidé par des soldats envoyés d'Irak.
L'Égypte fait des gains importants au début de la guerre, mais ils sont perdus à la fin de décembre 1948, lorsque Tsahal, durant l'Opération Horev, conduit les forces égyptiennes sur le Néguev. Il encercle les forces égyptiennes dans la bande de Gaza, forçant l'Égypte à se retirer et accepter un cessez-le-feu. Le 7 janvier 1949, une trêve est déclarée. Les forces israéliennes se retirent du Sinaï et de Gaza sous la pression internationale.

### Armistice de 1949
Le 24 février 1949, l'Accord d'armistice Israël-Égypte est signé à Rhodes. Selon l'accord, la ligne d'armistice est établie le long de la frontière internationale (datant de 1906), pour la plupart, à l'exception près de la Méditerranée, où l'Égypte contrôle la bande côtière connue sous le nom de bande de Gaza.

## Gouvernement de toute la Palestine (1948-1959)
Le gouvernement de toute la Palestine est une entité établie par la Ligue arabe le 22 septembre 1948, au cours de la guerre israélo-arabe de 1948 . Après la guerre, la bande de Gaza est le seul territoire ex-mandat placé sous la compétence du gouvernement de toute la Palestine. Toutefois, les membres du gouvernement se retirent au Caire, et ont eu peu ou pas d'influence sur les événements à Gaza.
Selon Avi Shlaim, il existe un contraste entre les prétentions du gouvernement de toute la Palestine et sa capacité réelle, qui se réduit au niveau de la farce. Il revendique la juridiction sur l'ensemble de la Palestine, mais il n'a pas d'administration, pas de fonction publique, pas d'argent, et pas de véritable armée à son propre nom. Même dans la petite enclave autour de la ville de Gaza, il n’a connu sa brève existence que par la grâce des autorités égyptiennes. Profitant de la dépendance du nouveau gouvernement à leur égard pour les fonds et la protection, les payeurs égyptiens le manipulent pour saper la demande d'Abdullah visant à représenter les Palestiniens au sein de la Ligue arabe et dans les forums internationaux. Ostensiblement l'embryon d'un État palestinien arabe indépendant, le nouveau gouvernement, dés le moment de sa création, a ainsi été réduit au rôle malheureux d'un jouet dans la lutte pour le pouvoir entre le Caire et Amman.

### Crise de Suez et de ses conséquences
En 1956, l'Égypte bloque le Golfe d'Aqaba, prend le contrôle national du Canal de Suez et bloque la navigation israélienne, à la fois menaçant le jeune État d'Israël et violant la Convention sur le canal de Suez de 1888. La France et le Royaume-Uni soutiennent Israël dans sa détermination que le canal doit rester ouvert à toutes les nations, conformément à la Convention.
Le 29 octobre 1956, Israël, la France et le Royaume-Uni envahissent la bande de Gaza et la péninsule du Sinaï, en ouverture de la guerre de Suez en 1956. Sous la pression internationale, le Groupe de travail anglo-français se retire avant la fin de 1956, et l'armée israélienne se retire du Sinaï et de Gaza en mars 1957.
En 1959, comme l'Égypte cherche à intégrer les pays arabes dans un seul État, les États arabes l'ont incitée à dissoudre le Gouvernement de toute la Palestine.

## Administration égyptienne (1959-1967)
En 1959, la bande de Gaza sous le gouvernement de toute la Palestine est officiellement fusionné dans la République arabe unie de courte durée. Toutes les références à un Gaza indépendant sont supprimées et l' administration égyptienne est officiellement imposée. Dans ce mouvement, Nasser de facto  annule toute autonomie palestinienne officielle. En 1962, le gouvernement égyptien crée un Conseil législatif palestinien élu par la population.
Lorsque le Organisation de libération de la Palestine (OLP) est fondée en 1964, Nasser proclame qu'il tiendrait autorité sur Gaza, mais l'autorité n'a jamais été conférée dans la pratique.

## Occupation israélienne
Le 5 juin 1967, dans un climat politique tendu, des semaines après que Égypte eut bloqué les Détroit de Tiran et coupé la navigation israélienne, Israël lance une attaque contre l'Égypte, c'est le début de la Guerre des Six Jours. Les États arabes sont rapidement vaincus par Israël qui prend le contrôle de la bande de Gaza. La pression internationale pousse Israël à se retirer des territoires. Le 22 novembre 1967, le Conseil de sécurité des Nations unies adopte la Résolution 242, qui appelle à un retrait israélien des territoires qu'il a capturé en 1967 en échange de la paix avec ses voisins arabes.
En 1978, Israël et l'Égypte signent les historiques Accords de Camp David qui mettent une fin officielle à la lutte entre eux. La deuxième partie des accords est un cadre pour la mise en place d'un régime d'autonomie en Cisjordanie et dans la bande de Gaza. L'Égypte signale ainsi un terme à toute ambition de contrôler la bande de Gaza elle-même; à partir de là, le statut de la bande de Gaza serait discuté dans le cadre de la question plus générale de la proposition pour un État palestinien.

## Démographie et économie
L'afflux de plus de 200 000 réfugiés dans la bande de Gaza au cours de la guerre de 1948 entraîne une baisse dramatique du niveau de vie. Parce que le gouvernement égyptien restreint le mouvement de et vers la bande de Gaza, ses habitants ne peuvent pas regarder ailleurs pour un emploi rémunérateur. En 1955, un observateur (membre du secrétariat de l'ONU) note que « À toutes fins pratiques, il serait vrai de dire que, pour les six dernières années à Gaza, plus de 300 000 personnes frappées par la pauvreté ont été physiquement confinées à une zone de la taille d'un grand parc de la ville ».